# Frances McDormandová
Frances Louise McDormandová (* 23. června 1957 Chicago, Illinois) je americká herečka, držitelka Oscara za nejlepší ženský herecký výkon ve filmu Fargo z roku 1996, držitelka ocenění Tony za roli v divadelní hře Good People (2011) a držitelka ceny Emmy za roli v limitovaném seriálu stanice HBO Olive Kitteridgeová (2014). V roce 2018 získala Zlatý glóbus za roli ve filmu Tři billboardy kousek za Ebbingem.
V roce 1984 se provdala za filmaře Joela Coena a zahrála si v několika jeho filmech, včetně Zbytečná krutost (1984), Potíže s Arizonou (1987), Fargo (1996), Muž, který nebyl (2001), Po přečtení spalte (2008) a Ave, Caesar! (2016). Třikrát byla nominovaná na Oscara v kategorii nejlepší herečka ve vedlejší roli za role ve filmech Hořící Mississippi (1988), Na pokraji slávy (2000) a Její případ (2005). Na Oscara v kategorii nejlepší herečka v hlavní roli byla nominovaná za film Tři billboardy kousek za Ebbingem (2017).
Na Broadwayi si poprvé zahrála v roce 1984 ve hře Awake and Sing. Za roli Stelly Kowalski ve hře A Streetcar Named Desire v roce 1988 získala první nominaci na cenu Tony. V roce 2008 si zahrála ve hře The Country Girl a za roli získala nominaci na cenu Drama Desk Award.

## Životopis
McDormandová se narodila v Gibson City v Illinois. Byla adoptovaná v roce a půl párem původem z Kanady: Noreen E. (rozené Nickelson), zdravotní sestry a recepční a Vernonen W. McDormandem, pastorem. Nemá žádné biologické sourozence. Její rodiče měli za její dětství v pěstounské péči kolem devíti dětí. Z toho si adoptovali děti tři, Frances byla poslední. Rodina se několikrát stěhovala, bydleli v několika malých městech v Illinois, v Georgii, v Kentucky a Tennessee. Nakonec se usídlili v Monessen v Pensylvánii, kde navštěvovala střední školu Monessen High School. V Západní Virginii navštěvovala Bethany College, kde získala v roce 1979 titul Bachelor of Arts. V roce 1982 získala titul magistr umění na Yaleově univerzitě. Na univerzitě byla spolubydlící s herečkou Holly Hunter.

## Kariéra
První zkušenost s herectvím přišla se hrou Dereka Walcotta Trinidad and Tobago, projektem, který byl podporován nadací MacArthur Foundation. V roce 1984 se poprvé objevila před kamerou ve snímku Zbytečná krutost,v prvním filmu bratrů Coenových. V roce 1987 si zahrála ve filmu s Holly Hunter a Nicolasem Cagem Potíže s Arizonou. Roli Connie Chapman si zahrála v páté řadě policejního dramatu Hill Street Blues. V roce 1988 si zahrála roli Stelly Kowalski ve hře A Streetcar Named Desire. Za roli získala nominaci na ceny Tony.
Poté, co se objevila v několika divadelních a televizních projektech, začala získávat úspěch a chválu od kritiků za její výkon v dramatických filmech. V roce 1988 byla nominovaná na Oscara za výkon ve vedlejší roli ve filmu Hořící Mississippi. V roce 2000 byla nominovaná ve stejné kategorii za výkon ve filmu Na pokraji slávy. Za roli ve filmu Skvělí chlapi (2000) získala ocenění Critics' Choice Awards, Florida Film Critics Circle Awards a Los Angeles Film Critics Association Awards. V roce 2006 získala další nominaci na Oscara za výkon ve filmu Její případ. Ten samý rok vyhrála cenu Independent Spirit Awards za roli ve filmu Zbožňuju prachy!.
V roce 2008 si zahrála ve filmech Po přečtení spalte a Velký den slečny Pettigrewové. Zahrála si v akčním filmu Transformers 3. Vrátila se do divadla s rolí ve hře Good People a za roli získala ocenění Tony v kategorii nejlepší herečka ve hře. Svůj hlas propůjčila do filmu Madagaskar 3. V listopadu roku 2014 začala stanice HBO vysílat limitovaný seriál Olive Kitteridgová, ve kterém si zahrála hlavní roli. Za roli Olive získala cenu Emmy a stala se tak dvanáctou herečkou v historii, která je držitelkou ceny Tony, ceny Emmy a Oscara. V roce 2017 si zahrála hlavní roli ve filmu Tři billboardy kousek za Ebbingem. Za roli získala nominaci na Oscara a vyhrála cenu Zlatý glóbus a Cenu Sdružení filmových a televizních herců.

## Osobní život
V roce 1984 se provdala za filmaře Joela Coena a společně si v roce 1995 adoptovali syna Pedra McDormand Coena z Paraguaye. Společně žijí v New Yorku.

## Filmografie

### Film
| Rok  | Název                                          | Role                            | Poznámky             |
| ---- | ---------------------------------------------- | ------------------------------- | -------------------- |
| 1984 | Zbytečná krutost                               | Abby                            |                      |
| 1985 | Vlna zločinu                                   | Nun                             |                      |
| 1987 | Potíže s Arizonou                              | Dot                             |                      |
| 1988 | Hořící Mississippi                             | slečna Pell                     |                      |
| 1989 | Chattahoochee                                  | Mae Foley                       |                      |
| 1990 | Tajné složky                                   | Ingrid Jessner                  |                      |
| 1990 | Millerova křižovatka                           | sekretářka starosty             | neuvedena v titulích |
| 1990 | Darkman                                        | Julie Hastings                  |                      |
| 1991 | Barton Fink                                    | herečka (hlas)                  | neuvedena v titulích |
| 1991 | Řezníkova žena                                 | Grace                           |                      |
| 1992 | Náš milý nebožtík                              | Nora Scanlan                    |                      |
| 1993 | Prostřihy                                      | Betty Weathers                  |                      |
| 1994 | Raněná srdce                                   | žena v televizy                 |                      |
| 1994 | Záskok                                         | sekretářka                      | neuvedena v titulích |
| 1995 | Neznámý Rangún                                 | Andy Bowma                      |                      |
| 1995 | Palookaville                                   | June                            |                      |
| 1996 | Fargo                                          | Marge Gunderson                 |                      |
| 1996 | Prvotní strach                                 | Dr. Molly Arrington             |                      |
| 1996 | Osamělá hvězda                                 | Bunny                           |                      |
| 1997 | Cesta do ráje                                  | Dr. Verstak                     |                      |
| 1998 | Johnny Skidmarks                               | Alice                           |                      |
| 1998 | Madeline                                       | Miss Clavel                     |                      |
| 1998 | Krev andělů                                    | Conlon                          |                      |
| 2000 | Skvělí chlapi                                  | Dean Sara Gaskell               |                      |
| 2000 | Na pokraji slávy                               | Elaine Miller                   |                      |
| 2001 | Muž, který nebyl                               | Doris Crane                     |                      |
| 2002 | Laurel Canyon                                  | Jane                            |                      |
| 2002 | Hodina pravdy                                  | Michelle                        |                      |
| 2003 | Lepší pozdě nežli později                      | Zoe Barry                       |                      |
| 2005 | Její případ                                    | Glory Dodge                     |                      |
| 2005 | Aeon Flux                                      | Loutkář                         |                      |
| 2006 | Zbožňuju prachy!                               | Jane                            |                      |
| 2008 | Velký den slečny Pettigrewové                  | Guinevere Pettigrew             |                      |
| 2008 | Po přečtení spalte                             | Linda Litzke                    |                      |
| 2011 | Tady to musí být                               | Jane                            |                      |
| 2011 | Transformers 3                                 | Charlotte Mearing               |                      |
| 2012 | Až vyjde měsíc                                 | slečna Bishop                   |                      |
| 2012 | Madagaskar 3                                   | kapitánka Chantal Dubois (hlas) |                      |
| 2012 | Země naděje                                    | Sue Thomason                    |                      |
| 2015 | Hodný dinosaurus                               | Momma (hlas)                    |                      |
| 2016 | Ave, Caesar!                                   | C. C. Calhoun                   |                      |
| 2017 | Tři billboardy kousek za Ebbingem              | Mildred Hayes                   |                      |
| 2018 | Psí ostrov                                     | Nelson (hlas)                   |                      |
| 2020 | Země nomádů                                    | Fern                            |                      |
| 2020 | Francouzská depeše Liberty, Kansas Evening Sun | Lucinda Krementz                |                      |

### Televize
| Rok  | Název                             | Role                               | Poznámky                                    |
| ---- | --------------------------------- | ---------------------------------- | ------------------------------------------- |
| 1985 | Hunter                            | Nina Sloan                         | díl: „The Garbage Man“                      |
| 1985 | Bulvární plátek                   |                                    | televizní film                              |
| 1985 | Poldové z Hill Street             | Connie Chapman                     | 6 dílů                                      |
| 1986 | Spenser: For Hire                 | Mary                               | díl: „A Day's Wages“                        |
| 1986 | Vengeance: The Story of Tony Cimo | Brigette                           | televizní film                              |
| 1986 | Pásmo soumraku                    | Amanda Strickland                  | díl: „Need to Know“                         |
| 1987 | Detektiv v sukních                | Willie Pipal                       | 7 dílů                                      |
| 1992 | Zamilovaná                        | Clare                              | televizní film                              |
| 1995 | Sympaťáci                         | Eve Calloway                       | televizní film                              |
| 1996 | Co skrývá Amerika                 | Gus                                | televizní film                              |
| 2001 | State of Grace                    | vypravěčka / dospělá Hannah (hlas) | 29 dílů                                     |
| 2006 | Simpsonovi                        | Melanie Upfoot (hlas)              | díl: „Holky těžší to maj...?“               |
| 2014 | Olive Kitteridgeová               | Olive Kitteridgeová                | také producentka, limitovaný seriál, 4 díly |
| 2019 | Good Omens                        | Vypravěč/Bůh (hlas)                | 6 dílů                                      |